# هنري كوش
هنري كوش (بالفرنسية: Henri Koch)‏ هو متزلج جماعي لوكسمبورغي، ولد في 14 أكتوبر 1904، وتوفي في 11 مايو 1954.

## وصلات خارجية
- هنري كوش على موقع أوليمبيديا (الإنجليزية)